# BRL V6
Ford Nederland ELF Benelux Racing League V6 beter bekend als BRL V6 is een toerwagen raceklasse, opgericht in 2004. Het is een zwaardere variant van de BRL Light. Er rijden 30 coureurs voor 13 teams in deze klasse. Na 2009 houdt de klasse op als onhafhankelijke klasse. Vanaf 2010 zal de klasse als losse klasse binnen de Dutch Supercar Challenge rijden. In 2011 is de BRL v6 er in 2 specificaties voor De Dutch Supercar Challenge en een voor op Raceway Venray.

## Geschiedenis
De BRL V6 werd opgericht in 2004 door ondernemer Harry Maessen als opvolger van de Vege Series. Voormalig Formule 1 testcoureur Donny Crevels werd de eerste kampioen. Vaste waarden Donald Molenaar, Sandor van Es, Nelson van der Pol en Jeroen Reijntjes maakte in dit jaar hun debuut. In 2005 werd de serie professioneler. Ex-DTM kampioen Kurt Thiim, Le Mans coureurs Marc Goossens en Jeroen Bleekemolen maakten hun debuut. Jeroen Bleekemolen won 11 van de 14 races en schreef de titel op zijn naam. Hij bleef hierbij Donny Crevels en Donald Molenaar voor. In 2006 bleef het kampioenschap tot de laatste race spannend. Door de laatste race te winnen schreef Sandor van Es het kampioenschap op zijn naam. Hiermee begon de dominantie van Collé Racing die 4 jaar zou duren. Donald Molenaar won de 3 hierop volgende titels. Voor het seizoen 2010 besloot Harry Maessen de organisatie over te dragen aan de Dutch Supercar Challenge. De BRL V6 zou een eigen divisie vormen binnen de Supersport 1 klasse. Hierdoor veranderde het raceformat, van sprintraces werden er nu semi-endurance races gereden. De auto onderging enige aanpassingen, er kwam een grotere brandstoftank en de Hoosier banden werden verruild voor Dunlop rubber. Collé Racing maakte de overstap naar de Dutch Supercar Challenge niet. Dit seizoen werd getekend door kleine startvelden in de BRL V6 klasse, gedurende het seizoen kwamen er 12 coureurs aan de start. Na 2010 vormt de BRL V6 geen aparte klasse meer binnen de Supersport 1 klasse. Er doen nog wel diverse Ford Mondeo BRL V6 auto's mee in de Dutch Supercar Challenge. De BRL Association nam samen met Raceway Venray de organisatie over. De BRL V6 werd nu de hoofdklasse op de vernieuwde oval van Raceway Venray. Door deze overstap van circuitracerij naar ovalracerij werd ook een nieuwe doelgroep aangesproken. Naast vedetten als Jacky van der Ende en Nelson van der Pol maakten ook een aantal coureurs uit de Nederlandse speedway wereld de overstap naar de BRL V6. Ook Collé Racing is weer terug met Donald Molenaar en Sandor van Es. Van de nieuwkomers behaalde Roel Bongaerts, afkomstig uit de hot rod klasse, het beste resultaat. Hij werd 10e in het kampioenschap. Het raceformat bestaat uit 2 heat races en 1 finale. Jacky van der Ende werd de eerste Raceway Venray BRL V6 kampioen.

## De auto
De BRL-V6 is een silhouet toerwagen, een buizenchassis van Weytech Technical Assistance, met een op de Ford Mondeo gelijkende body. Als motor hebben ze een Ford 4,0 V6 met 325pk hij heeft een koppel van 440Nm. De auto weegt 925kg. Ze gebruiken Hoosier slicks, dezelfde banden die in de ARCA REMAX gebruikt worden. Om te remmen gebruiken ze 300mm AP Racing schijfremmen voor en 260mm Wilwood schijfremmen achter.

## Kampioenen
| Jaar                              | Coureur              | Team               | Band | Punten |
| --------------------------------- | -------------------- | ------------------ | ---- | ------ |
| 2004                              | Donny Crevels        | Weytech            | H    | 86     |
| 2005                              | Jeroen Bleekemolen   | US Carworld Racing | H    | 262    |
| 2006                              | Sandor van Es        | Collé Racing       | H    | 203    |
| 2007                              | Donald Molenaar      | Collé Racing       | H    | 206    |
| 2008                              | Donald Molenaar      | Collé Racing       | H    | 230    |
| 2009                              | Donald Molenaar      | Collé Racing       | H    | 210    |
| Dutch Supercar Challenge - BRL V6 |                      |                    |      |        |
| 2010                              | Niels Bouwhuis       | BRL Association    | D    | 210    |
| Raceway Venray BRL V6             |                      |                    |      |        |
| 2011                              | Jacky van der Ende   | Van Berlo Racing   | H    | 351    |
| 2012                              | Jacky van der Ende   | Van Berlo Racing   | H    | 254    |
| 2013                              | Renger van der Zande | Teunissen Racing   | H    | 298    |

## Puntentelling
| Plaats | Punten | Plaats | Punten | Plaats | Punten |
| ------ | ------ | ------ | ------ | ------ | ------ |
| 1.     | 20     | 6.     | 10     | 11     | 5.     |
| 2.     | 17     | 7.     | 9      | 12     | 4.     |
| 3.     | 15     | 8.     | 8      | 13     | 3.     |
| 4.     | 13     | 9.     | 7      | 14     | 2.     |
| 5.     | 11     | 10     | 6.     | 15     | 1.     |

- Alle gefiniste deelnemers krijgen 1 punt
- Pole position is 1 punt
- Snelste ronde is 1 punt

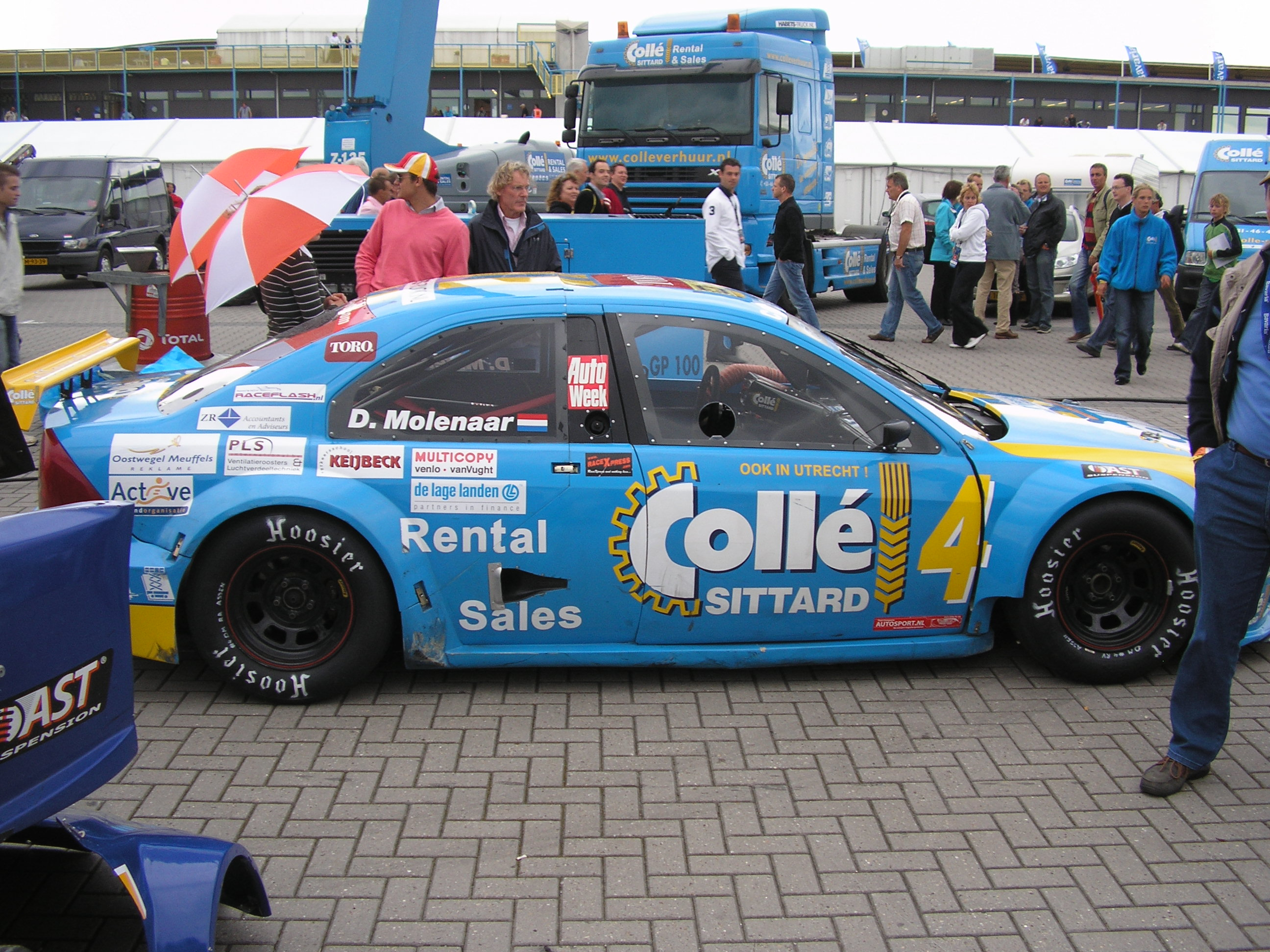
De auto van Donald Molenaar.
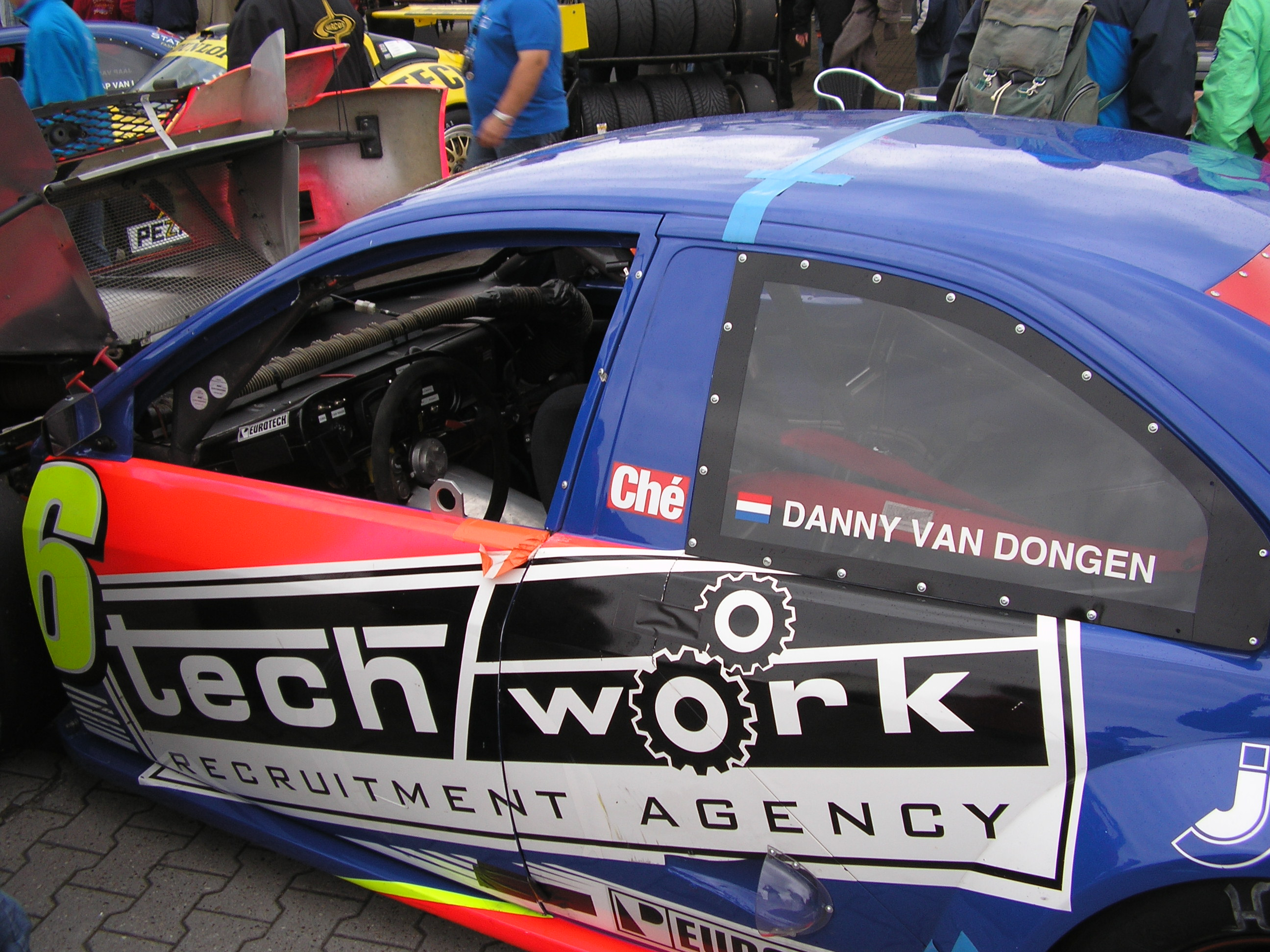
De auto van Danny van Dongen.
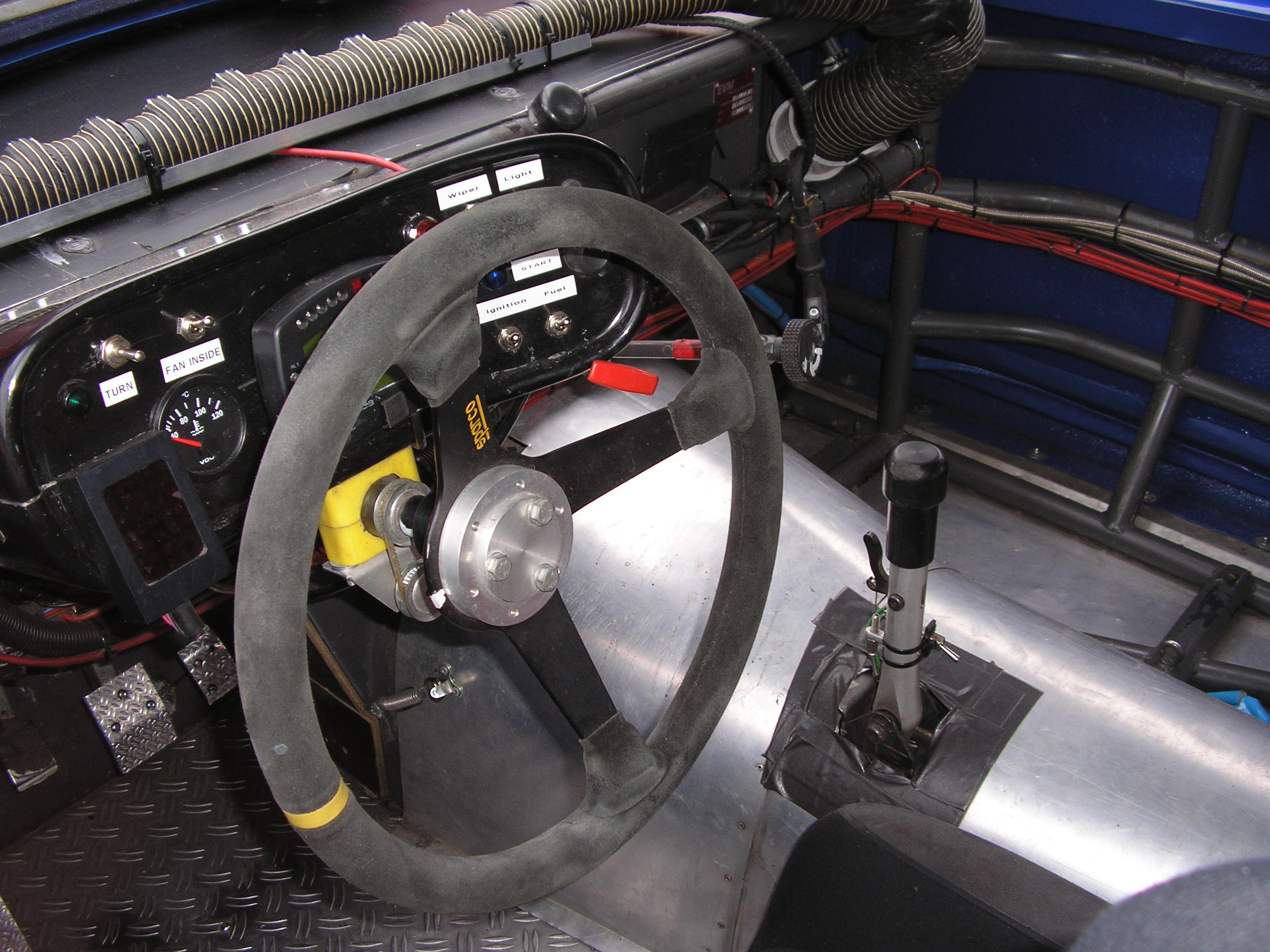
De binnenkant van een BRL V6 auto.